# Комарек, Мирослав
Мирослав Комарек (чеш. Miroslav Komárek; 20 апреля 1924, Лазники (ныне района Пршеров Оломоуцкого края Чехии) — 15 августа 2013, Оломоуц) — чешский учёный — языковед, богемист, педагог, профессор Университета Палацкого, доктор философии. Международно признанный представитель структурной лингвистики в области исследований чешского языка и славистики, ведущий эксперт в области развития чешского языка. Автор работ в области лингвистики, методологии и морфологии чешского языка, моравского диалекта и др.
Среди его многочисленных работ выделяется четырехтомная «Чешская историческая грамматика» («Historická mluvnice česká», 1958) содержащая описание старочешской фонологии, исторической грамматики чешского языка и современный филологический анализ рукописей XIX века «Jazykovědná problematika RKZ» (1969), а также его исследования по современным языкам и общим вопросам языка, особенно труд по морфологии «Příspěvky k české morfologii» (2006).
Книга «История чешского языка» содержит публикации и работы ученого, которые были опубликованы до того для узкого круга специалистов и публиковались как учебники или учебные пособия, в том числе «Československá vlastivěda», написанная в конце 1960-х годов, серия публикаций о чехословацкой истории.

## Избранные публикации
- Historická mluvnice česká 1 — Hláskosloví, 1958
- Język czeski — Tymczasowy podręcznik dla klasy dziewiątej dziewięcioletniej szkoły podstawowej z polskim językiem nauczania, 1967
- Nástin morfologického vývoje českého jazyka, 1976
- K aktuálním metodologickým otázkám jazykovědy, 1978
- Příspěvky k české morfologii, 1979
- Nástin fonologického vývoje českého jazyka, 1982